# Emilio Brusa

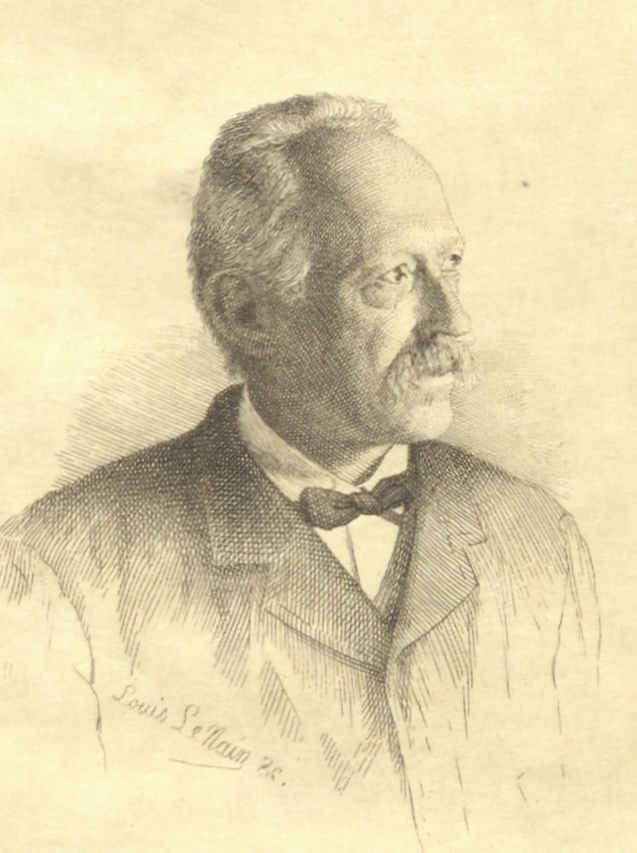
Emilio Brusa, 1896, nach einem Gemälde von Louis Le Nain

Emilio Brusa (* 9. September 1843 in Ternate bei Como; † 14. Dezember 1908 in Rom) war ein italienischer Rechtsgelehrter in den Bereichen Strafrecht sowie Staats- und Völkerrecht.
Brusa promovierte 1865 an der Universität Pavia und wirkte ab 1871 als Lehrbeauftragter für internationales Recht und Rechtsphilosophie an der Universität Modena. Sechs Jahre später wurde er Professor für Strafrecht und Strafprozeßrecht in Amsterdam. Im Jahr 1880 kehrte er nach Italien zurück und wechselte an die Universität Turin, an der er wie in Amsterdam die Fächer Straf- und Strafprozessrecht lehrte. Ab 1906 gehörte er dem italienischen Senat an.
Emilio Brusa war ab 1877 Mitglied des Institut de Droit international an und leitete 1896 dessen in Venedig stattfindende 16. Sitzung.

## Werke (Auswahl)
- Saggio di una dottrina generale del reato. Turin 1884
- Sul nuovo positivismo nella giustizia penale. Turin 1887
- Prolegomini al diritto penale. Turin 1888
- Lezioni di diritto costituzionale. Zwei Bände. Florenz 1875 (als Herausgeber)
- Lezioni di diritto internazionale. Zwei Bände. Florenz 1878 (als Herausgeber)